# Teicoplanină
Teicoplanina este un antibiotic din clasa glicopeptidelor, fiind utilizat în tratamentul unor infecții bacteriene. Este alcătuită dintr-un amestec de nouă molecule. Printre infecțiile care pot fi tratate se numără: endocardite, infecții ale oaselor (osteomielite), pneumonie, infecții complicate cutanate și ale țesuturilor moi și colita pseudomembranoasă datorată infectării cu Clostridium difficile, când aceasta nu răspunde la metronidazol (alternativ la vancomicină). Căile de administrare disponibile sunt orală, intravenoasă și intramusculară.